# Rise of the Tomb Raider
Rise of The Tomb Raider es un videojuego de acción-aventura desarrollado por Crystal Dynamics. Es el undécimo videojuego de la serie Tomb Raider. Es la secuela directa de Tomb Raider (2013), triplicando el tamaño total de sus escenarios y narra la historia de cómo Lara Croft sigue forjándose y madurando hasta convertirse en la cazatesoros que todos conocemos. La actriz Camilla Luddington repite su papel nuevamente como Lara Croft.
El videojuego fue mostrado en el E3 2014 y el 1 de junio de 2015, Microsoft publicó el segundo tráiler del juego junto a la carátula oficial del mismo. El título se anunció como exclusivo para Xbox en la Gamescom de agosto de 2014 pero posteriormente se confirmó su estreno para PC y Playstation 4, el 22 de julio de 2015, tras la ComicCon de San Diego. El juego está disponible actualmente para Linux, Xbox One, Xbox 360 (noviembre de 2015), Windows (enero de 2016), PlayStation 4 (octubre de 2016) y macOS (abril de 2018). El juego está protegido por el sistema Denuvo.

## Jugabilidad
La jugabilidad de Rise of the Tomb Raider es similar a la de su predecesor (Tomb Raider). Lara Croft es la protagonista del título y personaje jugable de la historia. En esta entrega, se añaden nuevos entornos con condiciones climáticas diferentes a los que Lara debe enfrentarse. También se añaden nuevos enemigos, tanto humanos como animales. Además, Lara debe completar y resolver rompecabezas para avanzar a lo largo de la historia. Al hacerlo, Lara adquiere experiencia y nuevas habilidades que le permitirán adaptarse y sobrevivir al entorno. Cuando Lara completa un desafío, explora tumbas, elimina a sus enemigos y completa misiones (tanto principales como secundarias) adquiere experiencia para subir de nivel. Cada vez que sube de nivel, adquiere puntos de experiencia para asignar una habilidad especial a Lara en tres campos diferentes. 
Al igual que su predecesor, Lara puede establecerse en un campamento y utilizarlo como punto de control o para viajar rápidamente de un campamento a otro. Al hacerlo, el jugador puede fabricar y modificar las armas de Lara, asignarle habilidades o cambiar su vestimenta. Una mejora referente a la vestimenta es que cada atuendo tiene una ventaja o bonificación, dependiendo del entorno en el que quiera usarse. 
A diferencia de su predecesor, Rise of the Tomb Raider permite a los jugadores crear diferentes tipos de munición para Lara, así como fabricar botiquines, molotov, bombas de humo, granadas y utilizar la piel de los animales para reforzar el espacio del arsenal. También, el jugador puede desbloquear y escoger diferentes tipos de armas para Lara. Además, Lara podrá conseguir recursos por todo el mapa y utilizarlos para mejorar sus armas. Una novedad que se puede ver en el título es que durante el transcurso del juego, el jugador podrá fabricar municiones y medicina sin necesidad de estar en el campamento. 
Otra mejora notable es que Lara puede nadar y sumergirse en el agua. Esta habilidad le permite maniobrar en las profundidades y eliminar a los enemigos sigilosamente. En este aspecto, el sistema de combate ha mejorado, permitiendo a Lara usar el sigilo o los ataques directos. Entre sus habilidades, Lara puede camuflarse con el entorno escondiéndose en los arbustos y eliminar a sus enemigos silenciosamente. También puede trepar lugares altos para atacar o evitar el combate directo y pasar desapercibida. Además, Lara puede distraer a sus adversarios usando objetos para despistarlos, llamar su atención o neutralizarlos. En cuanto al arsenal, Lara tendrá nuevamente a su disposición el arco de caza, la pistola, el rifle de asalto, la escopeta y el piolet. En Rise of the Tomb Raider también se añade el cuchillo de caza, el cual se puede utilizar para cortar objetos y atacar cuerpo a cuerpo. 
Además, otra novedad del título es que Lara puede hacer uso de la ganzúa para abrir baúles, armarios y puertas. Los QTE (Quick Time Event) vuelven a jugar un papel importante en las mecánicas a la hora de evitar trampas mortales, esquivar ataques y rematar objetivos. El instinto de supervivencia también juega un papel importante, ya que el jugador puede hacer uso de él para localizar objetivos y resaltar objetos. Una nueva mejora en el juego es que al aumentar progresivamente la compresión de un idioma, Lara puede traducir el contenido de los murales y documentos así como descubrir secretos en el entorno.

## Sinopsis
Debido a los eventos transcurridos en la isla de Yamatai, Lara está conmovida y a la vez ansiosa por comprender el misterio del alma inmortal que causó una gran impresión en ella. Por tal motivo, decide emprender un viaje hacia Siberia junto a su compañero Jonah Maiava y realizar la búsqueda de la mítica ciudad de Kítezh construida por el príncipe Vladimir en el siglo XIII en un intento por encontrar respuestas.
Durante su aventura, Lara tendrá que hacer frente a diversos peligros tales como la fauna salvaje, desastres naturales y una sigilosa organización que ha estado entre las sombras desde la anterior entrega (La Trinidad), de modo que Lara finalmente se convertirá en la heroína que está destinada a ser.

### Argumento
Un año después de los acontecimientos ocurridos en Yamatai, Lara Croft intenta seguir adelante con su vida. Buscando respuestas, Lara regresa a Londres para continuar con las investigaciones de su difunto padre, Richard Croft. La investigación consistía en la búsqueda de mitos y leyendas sobre la ciudad perdida de Kítezh y el secreto de la inmortalidad. Su amiga Ana, intenta convencerla de que no pierda su tiempo en ello. Pero Lara insiste en seguir adelante y organiza una expedición a Siria, con la esperanza de encontrar la tumba del Profeta de Constantinopla, una figura muy importante en la búsqueda de Kítezh. 
Una vez en Siria, Lara contrata a un conductor para que la lleve a las coordenadas indicadas. En ese momento, un helicóptero les dispara. El conductor muere, el vehículo pierde el control y choca contra el pavimento. Lara logra salir con vida pero la explosión del auto la empuja y termina cayendo en una pendiente. Guiándose por las notas de su padre, inicia la búsqueda de la tumba en el acantilado de la frontera. En ese momento, Lara intercepta las comunicaciones de sus adversarios, quienes se hacen llamar La Trinidad. Al parecer, buscan lo mismo que ella pero con otro sentido de propósito. Allí conoce a Konstantin, el líder de dicha secta, que opera como una organización paramilitar. Sin embargo, en un intercambio de palabras, Lara le arrebata el detonador a Konstantin y detona las cargas de la estructura. Ella logra escapar de la Trinidad antes de que el lugar se venga abajo. 
De vuelta en la mansión Croft en Surrey, Lara consulta uno de los libros de investigación de su padre para averiguar el significado del símbolo que se encontraba grabado en la tumba del Profeta. Ella comparte su investigación con Jonah. Según la leyenda, Kítezh se encuentra en alguna parte de Siberia, bajo el fondo del mar y el mismo símbolo también está presente en la historia de dicha ciudad. Cree que La Trinidad busca la "Fuente Divina", un artefacto que puede conceder el don de la inmortalidad y que debe ir a Siberia para evitar que se hagan con el control del artefacto. Pero Jonah cree que está perdiendo el juicio y no le importa si es real o no la leyenda de Kítezh y la Fuente Divina, así que él intenta convencerla de que abandone su investigación o no llegara a ninguna parte. Él sale de la oficina, dejando que Lara piense las cosas antes de seguir adelante. En ese momento, un hombre entra en la habitación e intenta matarla. Pero ella lucha contra él y se resiste hasta que Jonah llega para ayudarla. Sin embargo, el hombre logra escapar con el libro de investigación. Ahora que Lara esta segura de que La Trinidad está detrás de lo ocurrido, Jonah accede a ayudarla con su búsqueda y, juntos, van a Siberia. 
Una vez en Siberia, deben hacer frente a las bajas temperaturas del invierno. Lara y Jonah escalan las frías montañas para poder llegar al otro lado y ven las ruinas de la ciudad. Pero la fuerte tormenta hace que la nieve se desplace, formando una avalancha. Los dos se separan para ponerse a cubierto pero aun así quedan atrapados por la nieve. Lara recupera la conciencia e intenta contactar con Jonah. Se entera de que él está bien pero ella le dice que regrese a casa y que no la encuentre. Debido a las bajas temperaturas, Lara se ve obligada a buscar refugio para protegerse. Al anochecer, intercepta nuevamente las comunicaciones de La Trinidad, quienes también buscan las ruinas de la ciudad. Durante su recorrido, descubre que La Trinidad tiene su base de operaciones en una antigua instalación soviética. Allí conoce a Sofia, una arquera profesional y miembro de los Remanente. Sofia no confía en Lara y le advierte que la matará si la vuelve a ver.
Sin embargo, Lara se infiltra en la base de La Trinidad para buscar a un prisionero que retienen allí y averiguar que es lo que sabe, pero en el intento es capturada. Ella despierta en una celda y se da cuenta de que Ana también es prisionera. En ese momento, Konstantin entra en la habitación y empieza a estrangular a Ana para que Lara revele lo que sabe sobre la Fuente Divina. En consecuencia, Ana le dice a Konstantin que ella no sabe nada. Confundida, Lara se da cuenta de que Ana trabaja para La Trinidad. Ana intenta convencerla de los motivos por los que La Trinidad busca la Fuente pero Lara se niega a escucharla. Ana decide mantenerla con vida y la retiene como prisionera en la instalación. En la prisión, Lara conoce a Jacob, un hombre que está interesado en ayudarla. Juntos, deciden unir fuerzas para escapar de la base. Durante su escape, espían y escuchan la conversación de Ana y Konstantin. Lara descubre que ambos son hermanos y buscan la Fuente Divina para alcanzar la vida eterna. En ese momento, resuena la alarma de la instalación, por lo que Lara y Jacob se separan para escapar. Ambos se reúnen en la antigua estación de trenes pero un helicóptero los intercepta, disparándoles sin piedad. Lara intenta escapar pero cae al mar, quedando inconsciente.
Afortunadamente, Lara sobrevive. Jacob la rescata y la lleva a un lugar seguro. Sin embargo, él quiere saber por qué busca la Fuente Divina e intenta convencerla para que lo ayude a luchar contra La Trinidad. Pero para ella es más importante la investigación de su padre. Jacob se va y le dice que descanse. Sin embargo, ella cree que Jacob sabe más de lo que dice. Por lo tanto, decide buscarlo y ayudarle a salvar a su gente, con tal de que le aporte algo útil a su investigación. Ella logra alcanzarlo y se adentran en una mina para informarle a los aldeanos que La Trinidad va a atacarlos. Pero la mina empieza a derrumbarse debido a las excavaciones y ambos se separan. Lara explora las excavaciones y descubre que son, en realidad, parte de la ciudad perdida de Kítezh. Una vez que logra salir, se encuentra nuevamente con Sofia. Esta le recuerda la advertencia que le hizo pero Jacob la detiene, evitando que la mate. Allí descubre que Jacob es el padre de Sofia. Por lo tanto, Lara se ofrece como voluntaria y ayuda a los aldeanos a preparase para la batalla. 
Una vez que derrotan a las fuerzas enemigas del valle, Lara se compromete a buscar el Atlas antes que La Trinidad, un artefacto capaz de mostrar el camino a la Fuente Divina. Tomando ventaja sobre Ana y La Trinidad, Lara recupera el Atlas y se reúne con Jonah, Sofia y Jacob en el Observatorio del valle para saber donde está la Fuente Divina. Utilizando el mapa, descubren la ubicación de Kítezh. Pero el descubrimiento es interrumpido por La Trinidad. Jonah intenta proteger el mapa pero es capturado y secuestrado junto con el Atlas. Lara toma la iniciativa y vuelve a la base de la Trinidad para rescatar a Jonah y recuperar el Atlas. Mientras tanto, Ana y Konstantin ya descubrieron la ubicación de la ciudad perdida. Lara recupera el mapa y encuentra a Jonah. Pero Konstantin lo hiere de gravedad y huye. Debido a las heridas de Jonah, los aldeanos aconsejan a Lara llevarlo con Jacob para salvarlo. 
En el observatorio, Jacob utiliza su poder para curar a Jonah y mantenerlo estable. De esta forma, Lara descubre que Jacob es en realidad el Profeta de Constantinopla, quien ha vivido por varios siglos. Según lo explica, Jacob entró en contacto con el poder de la Fuente Divina y gracias a ella tiene el don de la inmortalidad. Como líder de los Remanente, se ha encargado de proteger la Fuente Divina de los forasteros durante años. Pero esta vez, Jacob le muestra a Lara el camino secreto a Kítezh para que así, pueda detener a la Trinidad. Lara encuentra la ciudad perdida y, durante el transcurso de su búsqueda, se enfrenta a Los Inmortales y asesina a Konstantin por haber matado a su padre. Ella se dirige a la Cámara de Almas para tomar la Fuente Divina pero Ana la tiene en su poder. Jacob y Lara intentan razonar con ella, pero Ana se niega a escucharlos, le dispara a Jacob y absorbe el poder de la Fuente. Allí son acorralados por el ejército inmortal. Lara le quita la Fuente Divina y la destruye, sabiendo que Jacob dejará de ser inmortal. Lara intenta ayudarlo pero Jacob sabe que morirá sin el poder de la Fuente. Ella se lamenta, diciendo que quería cambiar las cosas, pero él se alegra porque ha hecho lo correcto y se desvanece. 
Un tiempo después, Lara está en la mansión Croft escuchando la última grabación de su padre, explicándole la importancia de dejar su huella en el mundo. En consecuencia, ella organiza su próxima expedición, convencida de que aún quedan secretos que pueden cambiar el mundo. Ahora que sabe la existencia de la Trinidad, Lara esta más que decidida a detenerlos cuanto haga falta. Jonah la acompaña en su viaje y ambos salen de la habitación.
En la escena poscréditos, después de haber destruido la Fuente Divina, Lara y Ana están en el noreste de Siberia. Caminando por la nieve, Lara interroga a Ana sobre la muerte de su padre. Ana le dice que la Trinidad ordenó su ejecución pero ella no tuvo el valor de matarlo. En ese instante, un francotirador le dispara. Luego apunta a Lara pero una voz misteriosa le dice que no la mate, por ahora.

### Personajes
- Lara Croft. Es una arqueóloga británica y protagonista del título. Es la hija de Richard y Amelia Croft. Después de los eventos ocurridos en Yamatai, Lara ha superado sus experiencias en el Triángulo del Dragón y decide continuar con las investigaciones de su padre. Durante su búsqueda, Lara se enfrenta a una organización misteriosa conocida como La Trinidad. En esta entrega, Lara se convierte en una arqueóloga más experta y sus convicciones son mucho más fuertes que antes. Eso la lleva a no rendirse y ayudar a todo aquel que corra peligro. También se conoce un poco más de su niñez y la relación que tenía con su padre. En el contenido descargable Lazos de Sangre, Lara conoce un poco más sus padres. También se menciona que tiene un tío por parte de su madre, el cual sostiene una disputa legal sobre la Mansión Croft. En el doblaje de España, Lara es doblada por Guiomar Alburquerque Durán. Para Latinoamérica, es el primer videojuego en ser doblado para los países hispanohablantes. Debido a eso, Marisol Romero le dio voz a Lara.

- Jonah Maiava. Es uno de los cuatro sobrevivientes del navío Endurance, durante la expedición de Yamatai. En esta entrega, Jonah continua en contacto con Lara, pasando a ser de un cocinero hábil a un compañero de expedición para Lara. Aunque Lara no quiere que Jonah muera por su culpa, él demuestra una fuerte convicción y sentido de lealtad hacia ella, estando dispuesto a dar su vida para protegerla. Héctor Garay es el que da voz a Jonah en el doblaje de España, mientras que Mario Arvizu le da voz a Jonah para el doblaje de México y Latinoamérica.

- Ana. Es amiga de la familia Croft y principal antagonista. Después de la muerte de Amelia Croft, Ana era la novia de Richard y muy amiga de Lara. Desafortunadamente, Ana es miembro activo de La Trinidad. Ana sufre una enfermedad degenerativa, por lo que utiliza a su hermano para encontrar la Fuente Divina. Margot Lago le dio voz a Ana en el doblaje de España, mientras que Sarah Souza doblo a Ana en el doblaje de Latinoamérica.

- Konstantin. Es el líder de las Fuerzas Militares de La Trinidad y principal antagonista del título. Konstantin es el hermano de Ana. Ambos trabajan juntos para conseguir la Fuente Divina. En vista de que su hermana sufre los efectos de una enfermedad degenerativa, Konstantin se preocupa por ella y desea encontrar el artefacto cueste lo que cueste. En el doblaje de España, el personaje fue doblado por Iñaki Crespo, mientras que Óscar Flores le da voz a Konstantin en el doblaje de México y Latinoamérica.

- Jacob. Es el líder de los Remanente (los protectores de la Fuente Divina) y un personaje muy importante en la investigación de Lara. Jacob es, en realidad, el Profeta de Constantinopla. Al entrar en contacto con la Fuente Divina, Jacob se volvió inmortal, teniendo habilidades regenerativas y vigor juvenil. Se ha encargado de proteger la Fuente Divina por muchos años. Sus experiencias lo han convertido en un hombre muy sabio y un excelente combatiente. Al conocer a Lara, Jacob desea saber más sobre ella y sus motivos. Viendo las buenas intenciones de Lara, Jacob la ayuda en su investigación hasta el punto de revelarle su verdadera identidad. Eduardo Bosch le dio voz a Jacob en el doblaje de España, y Rafael Pacheco doblo a Jacob en el doblaje de Latinoamérica.

- Sofia. Es la comandante del Remanente y la hija de Jacob. Toma la batuta de la aldea local mientras su padre está ausente. Al principio, Sofia no confía en Lara y le advierte que se vaya. Pero durante el transcurso del tiempo, ella empieza a confiar más en Lara, considerándola una valiosa aliada en su lucha contra La Trinidad. Inma Gallego fue la encargada de dar voz a Sofia para el doblaje de España, mientras que Leyla Rangel le da voz al personaje en el doblaje de Latinoamérica.

- Lord Richard Croft. Era una figura importante de la familia Croft, arqueólogo y el padre de Lara. Estuvo casado con Amelia DeMornay, la cual quedó embarazada de Lara. Sin embargo, cuando su esposa murió, Richard se encargó de la crianza de su hija. Pero este se obsesionó con sus investigaciones y mitos sobre la inmortalidad durante su carrera como arqueólogo. Su obsesión fue a tal grado que descuidó sus obligaciones cuando Lara era pequeña y fue humillado públicamente por la prensa. Su investigación causó tal impacto que se ganó la enemistad de la Trinidad. Lamentablemente, Richard es asesinado por la Trinidad, pero hacen que parezca un suicidio. En el contenido descargable Lazos de Sangre, se conoce más detalles de la relación que Richard tenía con Amelia. En el doblaje de España, Luis Mas le dio voz a Lord, mientras que, en Latinoamérica, fue doblado por Octavio Rojas.

- Amelia Croft. Era la esposa de Richard Croft y la madre de Lara. Según el contenido descargable Lazos de Sangre, Amelia DeMornay se casó con Richard Croft a pesar de la oposición de su familia. Después quedó embarazada y dio a luz a Lara. Aunque Amelia era artista, se sentía atraída por las expediciones y aventuras de Richard. En más de una ocasión, se involucró en las investigaciones arqueológicas de su esposo y lo acompañó en sus viajes. Lamentablemente, Amelia murió en un accidente de avión en el Tíbet. Como resultado, Richard se obsesione con el secreto de la inmortalidad con el fin de traer a su esposa a la vida.

### Escenarios
Rise of The Tomb Raider se desarrolla en lugares conocidos como: Inglaterra, Siria y Siberia (en Rusia).
Inglaterra
En el videojuego, se muestran dos locaciones actuales: Londres y Surrey. Lara vive en un apartamento en Londres mientras la mansión Croft se encuentra localizada en Surrey. 
Siria
Durante el desarrollo de la trama, Lara se embarca en una expedición a la frontera de Siria con el propósito de encontrar la tumba del Profeta de Constantinopla.
Siberia
La mayor parte de la historia transcurre en Siberia (en Rusia), donde Lara se enfrenta nuevamente a la naturaleza. Allí hace frente a las condiciones climáticas de la región y a los mamíferos, tales como osos, lobos y leopardos. A su vez, Lara se enfrenta constantemente a la Trinidad y ayuda a los aldeanos del valle.